# Један човјек и једна жена (филм)
Један човјек и једна жена (фр. Un homme et une femme) је француски играни филм из 1966. године у режији Клода Лелуша.

## Радња
Филм говори о љубави између младе удовице, Ане Готје (Анук Аме), чији је муж, каскадер, погинуо на снимању ратног филма у сцени која укључује пиротехнику, и Жан-Луја Дурока (Жан-Луј Тринтињан), удовац професионални возач трка. Његова жена је извршила самоубиство бацивши се кроз прозор након што је сазнала да је доживео несрећу током трке. Дурок подиже сина, а Готје ћерку; њихова деца уче у истом приватном интернату у Довилу.
Ана и Жан Луј се случајно сретну. Упознају се једне од недеља, када после заједничког викенда воде децу у пансион. У ово време почиње да пада киша, Ана је пропустила воз, а Жан-Луј, на захтев учитеља, вози Ану својим колима до њене куће, која се налази на Монмартру у Паризу. Између њих постоји међусобна привлачност. Ана, на путу за Париз, говори о својој љубави према преминулом мужу Пјеру ио његовој смрти на сету. Опраштајући се од ње на улазу у њену кућу, Жан-Луј каже да ће следеће недеље поново отићи свом сину у Довил и да може да је одвезе. Она прихвата ову понуду и даје свој број телефона.
Касније, Дурок учествује у припремним тркама релија Монте Карло; ослобођен, он зове Ану и пристаје да је за викенд ухвати из Париза и одвезе у Довил. Долазећи тамо, преузимају децу из пансиона, након чега сви заједно ручају, плове чамцем, комуницирају, шетају плажом и забављају се. Увече одводе децу у пансион и заједно се враћају у Париз. На растанку Дурок каже да ће целе недеље бити заузет на релију Монте Карло и да ће се јавити када буде слободан.
Митинг се одвија у неповољним условима, отежаним ледом, што изазива много незгода и пензионисања. Ана у Паризу помно прати ток трке кроз новине и ТВ. Након завршетка митинга, она шаље Дуроку телеграм честитке: „Браво! Волим те. Ана“. Жан-Луј, пошто је ову поруку примио касно увече на банкету поводом завршетка трке, испушта све и креће у свом спортском аутомобилу за Париз. Међутим, стигавши у град, она не затиче Ану код куће и, сазнавши да је отишла у Довил да посети своју ћерку, такође одлази тамо. У пансиону сазнаје да је Ана повела децу и да шета са њима по граду. Жан-Луј их тражи и налази на плажи. Након тога, Ана и Жан-Луј проводе слободан дан са децом, а увече, испоручивши сина и ћерку у пансион, изнајмљују двокреветну собу у хотелу. Иако Ана гаји искрена осећања према Жан-Луију, сећања на мртвог мужа је не напуштају, што жена признаје Дуроку. Обоје долазе до одлуке да је боље да оду. Дурок прати Ану до станице и укрцава је у воз, а он сам иде колима у Париз. На путу се свако од њих присећа протекле вечери, покушавајући да схвати шта је пошло по злу између њих. Жан-Луј стиже раније у Париз и чека да воз стигне на перон. Прође кроз гомилу путника и сретне Ану, бацају се једно другом у загрљај.

## Награде
- Златна палма у Кану 1966.
- Оскар у категорији за најбољи страни филм 1966.
- Оскар за најбољи сценарио 1966.
- Номинован за Оскара у категорији за најбољу режију 1966.
- Номинован за Оскара у категорији за најбољу женску улогу 1966.
- Златни глобус
- БАФТА за најбољу страну глумицу 1968.

## Улоге
| Глумац            | Улога |
| ----------------- | ----- |
| Главне улоге      |       |
| Анук Еме          |       |
| Жан-Луј Трентињан |       |
| Остале улоге      |       |
|                   |       |